# Rivière de Filyos
Pour les articles homonymes, voir Yenice.
La rivière de Filyos arrose la ville de Yenice de la province de Karabük en Turquie, qui lui donne son nom. Le nom vient de la ville de Filyos (en grec ancien : Τίον ; en latin : Tium (en) dans l'Antiquité) dans le district de Çaycuma de la province de Zonguldak proche de son embouchure dans la Mer Noire. Pline l'Ancien l'appelle Billis.

## Géographie
Le cours supérieur du fleuve est formé de deux rivières. La branche occidentale (rive gauche) est appelée rivière de Devrek (Devrek Çayı) qui arrose la ville de Devrek dans la province de Zonguldak, appelée aussi rivière de Bolu (Bolu Çayı) et Kocasu (Kocasu Çayı). La branche orientale s'appelle fleuve de Yenice (Yenice Irmağı) à proprement parler. En amont de Yenice elle passe à Karabük. À Karabük elle est le confluent de deux rivières la rivière de Soğanlı (Soğanlı Çayı (tr)) formant la branche méridionale et de la rivière d'Araç (Araç Çayı (tr)) venant de l'est et qui prend s source dans les monts du parc national de l'Ilgaz (Ilgaz dağları (tr)).